# Lac Houlière
Lac Houlière är en sjö i Kanada.   Den ligger i regionen Saguenay–Lac-Saint-Jean och provinsen Québec, i den östra delen av landet, 600 km nordost om huvudstaden Ottawa. Lac Houlière ligger 353 meter över havet. Arean är 6,6 kvadratkilometer. Den sträcker sig 4,8 kilometer i nord-sydlig riktning, och 3,3 kilometer i öst-västlig riktning.
I omgivningarna runt Lac Houlière växer i huvudsak blandskog. Trakten runt Lac Houlière är nära nog obefolkad, med mindre än två invånare per kvadratkilometer.